# Antechinus bellus
Antechinus bellus é uma espécie de marsupial da família Dasyuridae, endêmica da Austrália.
- Nome científico: Antechinus bellus (Thomas, 1904)

## Características
Antechinus bellus é o único entre os Antechinus, sendo considerado mais pálido que seus parentes. É de uma cor cinza claro e distingue-se da única outra espécie semelhante na zona onde vive (o dibbler-do-norte e o dunnart-de-pescoço-vermelho). Pelo seu tamanho que é maior e coloração mais pálida. Mede cerca de 11–15 cm de comprimento e a cauda 9–12 cm, pesa cerca de 25-65 gramas.
Foi descrito pela primeira vez em 1904 pelo renomado biólogo Oldfield Thomas, que deu o nome da espécie de bellus, que significa bonito. Nunca foi confundido com as outras espécies.

## Hábitos alimentares
Alimenta-se principalmente de invertebrados, incluindo besouros, aranhas e baratas.

## Características de reprodução
Após o acasalamento que ocorre em agosto os machos morrem, as fêmeas tem filhotes em Setembro e Outubro, em ninhadas de até dez indivíduos, geralmente são desmamados em janeiro. As fêmeas desta espécie possuem 10 tetas;

## Habitat
Vivem nas florestas húmidas tropicais do nordeste da Austrália.

## Distribuição Geográfica
Norte do Território do Norte e Austrália Ocidental;